# Tajni dah
„Tajni dah“ je televizijski esej posvećen poeziji srpskog pesnika Nenada Grujičića, u trajanju od 31 minuta, reditelja Slobodana Ž. Jovanovića, a u proizvodnji Radio-televizije Srbije 2000. godine.

## Autorska ekipa
- Reditelj Slobodan Ž. Jovanović
- Direktor fotografije Predrag Todorović

## Učestvuju
- Vera Dedović
- Dragan Petrović Pele

## Spoljašnje veze
- http://www.nenad.brankovokolo.org/
- http://www.rtv.rs/sr_ci/kultura/nenad-grujicic-dobitnik-nagrade-pjesma-nad-pjesmama_170306.html